# Lawrence R. Poos
Lawrence Raymond Poos (* 1954) ist ein US-amerikanischer Mittelalterhistoriker und Hochschullehrer. Er ist spezialisiert auf die Geschichte Englands im späten Mittelalter und in der frühen Neuzeit.

## Leben

### Akademische Laufbahn
Poos studierte Geschichte an der Harvard University und schloss sein Studium mit dem A. B. (Bachelor of Arts) ab. Den Doktortitel (Ph.D.) in Geschichte erwarb er 1984 am Trinity College der University of Cambridge.
Anschließend wechselte er auf eine Stelle als Assistenzprofessor für Geschichte an die Catholic University of America (CUA) nach Washington D.C., wo er 1989 habilitiert wurde und eine Stelle als Außerordentlicher Professor für Geschichte erhielt.
Seit 1994 ist Poos Ordentlicher Professor der School of Arts and Sciences im Department History der CUA. Er lehrt über die Geschichte der ländlichen Gesellschaft, über Staatsbildung, Religion, Kriminalität, Ehe und Bevölkerungswandel.

### Forschungsschwerpunkte
Poos ist spezialisiert auf die spätmittelalterliche bis frühneuzeitliche (etwa 14. bis 17. Jahrhundert) Geschichte Englands sowie Bevölkerungs- und Sozialgeschichte. Er forscht hauptsächlich über Themen der Sozial-, Demokratie- und Rechtsgeschichte. So hat er 2022 ein Buch über umstrittene Ehen und Eigentum im Lancastershire des 16. Jahrhunderts veröffentlicht. Aktuell arbeitet er an der Landschaftsgeschichte vom 13. bis zum 16. Jahrhundert der Gemeinde Stebbing (Essex) unter Verwendung von Geographischen Informationssystemen (GIS).

## Schriften (Auswahl)
- A Rural Society after the Black Death: Essex 1350–1525. Cambridge: Cambridge University Press, 1991, ISBN 0-521-38260-2.
- mit Lloyd Bonfield (Hrsg.): Select Cases in Manorial Courts 1250–1550: Property and Family Law. Selden Society (London, 1998), ISBN 0-85423-219-2.
- (Hrsg.): Lower Ecclesiastical Jurisdiction in Late Medieval England: The Courts of the Dean and Chapter of Lincoln, 1336–1349, and the Deanery of Wisbech, 1458–1484. British Academy Records of Social and Economic History, New Series 32 (Oxford: Oxford University Press, 2001), ISBN 0-19-726245-7.
- mit Lloyd Bonfield (Hrsg.): Reports of Sir Peter King, Chief Justice of the Common Pleas, 1714–22. Selden Society (London, 2017), ISBN 0-85423-228-1.
- Love, Hate, and the Law: The Three Wives of Ralph Rishton. Oxford University Press, 2022, ISBN 978-0-19-286511-3.